# Joseph Pierre Durand de Gros
Joseph Pierre Durand de Gros, född 1826, död 1900, var en fransk filosof.
Durand de Gros sökte i anslutning till fackvetenskaperna grunda en "vetenskaplig idealism". Stödd på fysiologin och biologins arbetsresultat grundade Durand de Gros en spiritualistisk monadlära, enligt vilken tillvaron tänktes vara uppbyggd av växelverkande andliga kraftcentra. Liksom organismen antogs även själen vara sammansatt av en mängd lägre enheter eller medvetanden. Inom denna sin "polyzoistiska" och "polypsykistiska" filosof har Durand de Gros författat arbetena Essais de physiologie philosophique (1866), Ontologie et psychologie physioligique (1871), Les origines animales de l'homme (1891), Le merveilleux scientifique (1894), Nouvelles recherches sur l'esthétique et la morale (1900) samt Variétés philosophiques (1900).